# Xinxiang
Xinxiang (chinês simplificado: 新乡; chinês tradicional: 新鄉; pinyin: Xīnxiāng [ɕín.ɕjáŋ]; postal: Sinsiang) é uma cidade com nível de prefeitura na província de Henan, no norte da China.
Faz fronteira com a capital da província de Zhengzhou a sudoeste, Kaifeng a sudeste, Hebi e Anyang a norte, Jiaozuo a oeste e as províncias de Shanxi e Shandong a noroeste e leste, respectivamente.
Sua população era de 5.707.801 no censo de 2010, dos quais 2.596.759 estão na área construída composta por 4 distritos urbanos (Weibin, Hongqi e Muye) e, como a cidade está se expandindo muito rapidamente, o distrito de Fengquan, o condado de Xinxiang e a cidade de Huixian estão sendo urbanizados.

## História
Xinxiang foi o local da Batalha de Muye, onde a Dinastia Shang foi derrubada pelos Zhou. Xinxiang data da dinastia Sui (581-618) e era um pequeno centro de mercado antes de ser desenvolvido como um centro industrial na década de 1950. Também serviu como capital da curta província de Pingyuan, que cobria as cidades vizinhas Anyang, Hebi, Puyang, Jiaozhuo e Heze, entre 1949 e 1952, com o objetivo de exterminar as guerrilhas nacionalistas.

## Religião
A minoria católica romana (sem estatísticas disponíveis) é servida por sua própria Prefeitura Apostólica de Xinxiang (新鄉)/Sinsiang/Sinsiangen (sis) (latim), que foi estabelecida em 7 de julho de 1936 (07.07.1936) na divisão do território missionário fora do então Vicariato Apostólico de Weihuifu (衛輝 府) (atual Diocese de Jixian). É uma jurisdição pré-diocesana, que está isenta (ou seja, diretamente sujeita à Santa Sé e sua Congregação Romana missionária para a Evangelização dos Povos), não faz parte de nenhuma província eclesiástica.
Houve os seguintes Prefeitos Apostólicos de Xinxiang 新鄉 (Rito Romano): 
- Padre Thomas Megan (米 干), Missionários do Verbo Divino S.V.D.) (nascido nos EUA) (07.07.1936 - aposentou-se em 1948), morreu em 1951 Fr. Johannes Schütte (舒德)
- S.V.D. (nascido na Alemanha) (1948 - falecimento 18/11/1971), também Superior Geral da Sociedade do Verbo Divino (Missionários do Verbo Divino) (28.03.1958 - 15.12.1967) e Vice-Secretário da Pontifícia Comissão de Justiça e Paz (1968 - 18/11/1971)
- Joseph Zhang Wei-zhu (張維 柱) (primeiro sacerdote chinês e secular) (1992, com consagração episcopal clandestina - ...).

## Militar
Xinxiang é o quartel-general do 83º Grupo do Exército do Exército de Libertação do Povo, um dos três grupos de exércitos que compõem a Região Militar de Jinan, responsável pela defesa da Planície do Rio Amarelo.

## Economia
Existem várias empresas importantes localizadas em Xinxiang, como Frestech Geladeira, Golden Dragon Copper Group, Bailu Chemical Fiber, Henan Kelong Group, AVIC XINHANG Industry Corporation.

### Agricultura e indústria
Têxteis e alimentos processados são os principais fabricantes. Possui um grande número de indústrias pesadas na fabricação de máquinas. Por ser um antigo porão de têxteis, a indústria do algodão está muito desenvolvida em Xinxiang.

## Poluição de ar e solo
De acordo com um relatório do Greenpeace em 2015, Henan (a província em que Xinxiang está) tem a poluição do ar mais grave de todas as províncias da China, com uma concentração média de PM2,5 de 103,3 μg / m3 (microgramas por metro cúbico). Em segundo e terceiro lugar, respectivamente, estão as províncias de Hubei e Hebei, com concentrações de PM2,5 de 99,2 μg / m3 e 98,4 μg / m3.

## Cidade-irmã
Xinxiang é geminada com:
- Itajaí, Brasil